# Хортензия Манчини
Хортèнзия Манчѝни (на италиански: Ortensia Mancini, на френски: Hortense Mancini; * 6 юни 1646, Рим, Папска държава; † 2 юли 1699, Челси, Кралство Англия), е чрез брак херцогиня на Ла Мейре, херцогиня на Майен, херцогиня Мазарини, графиня на Розоа, любимата племенница на кардинал Мазарини, министър-председател на Франция, фаворитка на крал Луи XIV, метреса на крал Чарлз II и авторка на мемоари. 
Тя е четвъртата от петте сестри Манчини, които, заедно с техните братовчеди Мартиноци са известни на двора на френския крал Луи XIV като Мазаринетки.

## Произход
Хортензия е дъщеря на барон Микеле Лоренцо Манчини (* 1602, † 1656), некромант, алхимик и астролог, и на Джеронима/Джиролама Мазарини (* 1614, † 1656), сестра на кардинал Мазарини. Има трима братя и шест сестри: 
- Лаура (* 1636, † 1675), съпруга на Луи дьо Бурбон, херцог на Вандом
- Паоло Джулио (* 1636, † 1652 или 1654)
- Олимпия (* 1638; † 1708), графиня на Соасон като съпруга на Евгений Маврикий Савойски-Каринян, майка на известния пълководец принц Евгений Савойски-Каринян
- Мария (* 1639, † 1715), първата голяма любов на крал Луи XIV, принцеса на Палиано и херцогиня на Талякоцо като съпруга на Лоренцо Онофрио Колона
- Филипо Джулио (* 1641, † 1707), херцог на Невер (от 1660), рицар на Ордена на Светия Дух и лейтенант от Първа рота на кралските мускетари (преди граф Д'Артанян), съпруг на Диан Габриел Дама
- Маргарита (* 1643)
- Алфонсо (* 1644, † 1658)
- Анна (* 1647)
- Мария Анна (* 1649, † 1714) съпруга на Морис Годфроа дьо Ла Тур д'Оверн, херцог на Буйон, племенник на известния маршал на Франция Тюрен, покровителка на Жан льо Лафонтен

Семейство Манчини не са единственото семейство от жени, които кардинал Мазарини приема във френския двор. Другите братовчедки на Олимпия са дъщерите на по-голямата сестра на Мазарини. Най-голямата, Лаура Мартиноци, се омъжва за Алфонсо IV д'Есте, херцог на Модена и Реджо, и е майка на Мария Беатриче д'Есте, втора съпруга на Джеймс II. По-младата, Анна Мария Мартиноци, се омъжва за Арман, принц на Конти.

## Биография

### Ранни години
След смъртта на баща ѝ през 1650 г. майка ѝ отвежда нея и сестрите ѝ от Рим в Париж с надеждата да използва влиянието на брат си, кардинал Мазарини, и да получи изгодни бракове за тях.
Чарлз II от Англия, първи братовчед на Луи XIV, ѝ предлага брак през 1659 г., но предложението му е отхвърлено от кардинал Мазарини, който вярва, че кралят в изгнание няма много перспективи. Мазарини осъзнава грешката си, когато Чарлз е възстановен като крал на Англия няколко месеца по-късно. Тогава Мазарини става молител и предлага зестра от 5 милиона ливри, но Чарлз отказва. Въпреки че бракът не се осъществява, пътищата на двамата по-късно се пресичат. Ръката на Хортензия е поискана от Карл Емануил II, херцог на Савоя, друг първи братовчед на Луи XIV, но сделката се проваля, когато кардинал Мазарини отказва да включи крепостта-замък на  Пинероло в зестрата. По подобни причини е отхвърлено и предложението на Карл V, херцог на Лотарингия.

### Неуспешен брак и бягство
На 1 март 1661 г. 14-годишната Хортензия е дадена за жена на един от най-богатите хора в Европа – Арман-Шарл дьо Ла Порт, херцог на Ла Мейоре и на Майен, княз на Шато-Порсиан. След женитбата си с Хортензия е наречен Херцог Мазарини. След смъртта на кардинал Мазарини скоро след това той получава достъп до голямото наследство на съпругата си, което включва двореца Мазарини в Париж – дом на множество произведения на изкуството.
Бракът е нещастен. Хортензия е млада, блестяща и популярна. Арман-Шарл е нещастен и изключително ревнив, както и психически нестабилен. Неговото странно поведение включва доене на кравите вместо прислужниците (в неговото съзнание вимето на кравата има силни сексуални конотации), счупване на всичките ѝ предни зъби, за да им попречи да привлекат мъжкото внимание, издраскване или пребоядисване на всички неприлични творби от нейната фантастична колекция от произведения на изкуството. Той ѝ забранява да прекарва време с други мъже, през нощта търси тайните ѝ любовници, настоява тя да прекарва 1/4 от деня в молитва и я принуждава да напусне Париж и да се премести с него в провинцията. Точно в този момент Ортензия влиза в лесбийска връзка с 16-годишната Сидони дьо Курсел. В опит да компенсира неморалността на жена си, съпругът ѝ изпраща и двете жени в манастир. Тази тактика се проваля, тъй като двете измъчват монахините с шеги: добавят мастило в светената вода, накисват леглата на монахините, опитват се да избягат през камината. 
Въпреки брачните си трудности Хортензия ражда четири деца на съпруга си. Оставяйки малките си деца, тя най-накрая има шанс да избяга от адския си брак в нощта на 13 юни 1668 г. с помощта на брат си Филип, херцог на Невер, който подсигурява коне и придружители, за да я отведат до Рим и тя да намери убежище при сестра им Мария, омъжена за принц Лоренцо Онофрио Колона.

### Суверенни защити
Крал Луи XIV се провъзгласява за неин покровител и ѝ определя пенсия от 29 000 лири. Хортензия се установява в Шамбери в Савоя и превръща дома си в място за среща на писатели, философи и художници. След смъртта на херцог Карл Емануил II Савойски, който също се обявява за неин покровител, тя е прогонена от овдовялата му херцогиня – знак, че отношенията между него и Хортензия не са били единствено от културен характер.

### Чарлз II
След смъртта на Карл Емануил II Савойски през 1675 г. Хортензия се оказва без доходи, също и защото съпругът ѝ е замразил всичките ѝ активи, включително пенсията от Луи XIV. Английският посланик във Франция Ралф Монтагю, информиран за отчаяното положение на жената, ѝ предлага помощ, за да подобри позицията си в очите на крал Чарлз II: Хортензия трябва да стане любовница на краля, заменяйки Луиз Рене дьо Керуал. Изключително услужлива, през 1675 г. тя отива в Лондон под претекст, че посещава Мария Беатриче д’Есте, бъдеща кралица на Англия, дъщеря на нейната братовчедка Лаура и снаха на Чарлз II: тя пътува облечена като мъж и нейната страст към такива маскирания се счита за израз на явна бисексуалност. Около средата на 1676 г. Хортензия постига целта си (и тази на Монтегю): тя заема мястото на дьо Керуал като любовница на Чарлз II, който ѝ осигурява пенсия от 50 000 лири, което слага край на многото ѝ финансови проблеми.
Хортензия навярно би намерила задоволителни условия на живот, ако не е прекомерният ѝ промискуитет. Първо, почти сигурно тя е в лесбийска връзка с Ан Ленард, дъщеря на лорд Касълмейн (или по-малко вероятно на самия Чарлз II) и Барбара Вийер. Това кулминира в публичен скандал след приятелски турнир по фехтовка в парка Сейнт Джеймс, когато жените са хванати по нощници, след което съпругът на Ан я изпраща на село. Там тя отказва да прави каквото и да било, само лежи в леглото и целува миниатюрата на Хортензия. 
Второ, тя започва връзка с принца на Монако Луи Грималди: Чарлз II в отговор отменя пенсията ѝ, макар и само за няколко дни. Във всеки случай това бележи края на позицията на Хортензия като фаворитка на краля и Луиз дьо Керуал отново става  главна метреса. Въпреки това Хортензия поддържа добри отношения със суверена до смъртта  му.

### Последни години и смърт
След смъртта на Чарлз II през 1685 г. Хортензия може да разчита на подкрепата на новия суверен Джеймс II, също поради приятелските и родствени отношения с новата кралица Мария Беатриче д'Есте. Тя остава в Англия и след бягството на Джеймс II и завземането на властта от Уилям III и Мария II Стюарт, макар и с пенсия от само 7000 лири. Хортензия продължава да държи интелектуален салон, където нейният приятел Шарл дьо Сент Евремон води най-добрите умове в Лондон. Умира през 1699 г. на 53-годишна възраст. Погребана е в църквата „Сен Лоран“ в Розой сюр Сен. Джон Ивлин пише след смъртта ѝ:
| „ | На 11 юни 1699 г. почина известната Херцогиня Мазарини. Тя бе най-богатата жена в Европа; бе племенница на кардинал Мазарини и бе омъжена за най-богатия човек в Европа, както бе споменато. Родена в Рим, образована във Франция, тя беше с необикновена красота и дух, но разпусната и непоносима към ограниченията на брака, до такава степен че беше изоставена и прогонена от съпруга си: когато дойде в Англия, търсейки убежище, тя живееше с определената ѝ пенсия и се говори, че е ускорила смъртта си, като е пиела неумерени количества силен алкохол. Тя пише собствената си история и приключения, и така направи и екстравагантната ѝ сестра, омъжена в благородническото семейство Колона. | “ |

След кралица Маргьорит дьо Валоа (Кралица Марго) Хортензия и сестра ѝ Мария са първите жени във Франция, чиито мемоари са отпечатани: и двете са мотивирани от помощта, която мемоарите ще окажат в продължаващото дело за развод със съпрузите им. Възможно е Хортензия да се е самоубила, добавяйки драматичен щрих към своя край, който продължава и след смъртта ѝ и по-късно: съпругът ѝ носи тялото ѝ до себе си, докато пътува из Франция, докато накрая то не е погребано в гробницата, построена от вуйчо ѝ кардинал Мазарини.

## Брак и потомство
∞ 1 март 1661 за Арман-Шарл дьо Ла Порт (* 1632, † 9 ноември 1713, Мейре), херцог на Ла Мейре, херцог на Майен, принц на Шато-Порсеан, маркиз на Монкорне, граф на Ла Фер и на Марл, френски генерал, велик магистър на артилерията, от когото има един син и три дъщери:
- Мари-Шарлот дьо Ла Порт (* 28 март 1662, † 13 май 1729), ∞ за Луи Арман дьо Виньеро, граф на Ришельо, от когото има един син;
- Мари-Ан дьо Ла Порт (* 1663, † октомври 1720), игуменка на Абатство „Лис“ в Мелюн;
- Мари-Олимпи дьо Ла Порт (* 1665, † 24 януари 1754), ∞ за Луи Кристоф Жиго, маркиз на Белфонд и на Булай;
- Пол-Жул дьо Ла Порт (* 25 януари 1666, † 7 септември 1731), херцог Мазарини, херцог на Ла Мейоре , ∞ 1. декември 1685 за Фелис-Арман-Шарлот дьо Дюрфор-Дюра († 1730), дъщеря на маршала на Франция Жак-Анри дьо Дюрфор, от която има двама сина и две дъщери 2. 1731 за Франсоаз дьо Майи, дъщеря на Луи Шарл, маркиз на Майи